# Capitan Gennaio
Capitan Gennaio (Captain January) è un film del 1936 diretto da David Butler e interpretato da Shirley Temple.
È il rifacimento di Capitan Baby, un film del 1924 diretto da Edward F. Cline e interpretato da Baby Peggy.

## Trama
Helen 'Star' Mason è una trovatella salvata dal mare ancora infante da Capitan Gennaio, un custode del faro. I due vivono nel faro a Cape Tempest. Agatha Morgan, pubblico ufficiale anti-evasione scolastica della zona richiede che Star sia iscritta a scuola e rimossa dalla custodia di Capitan Gennaio che non ha mai formalizzato legalmente la sua adozione. La possibilità di venir separati è devastante sia per Star che per Gennaio. Nel frattempo Gennaio perde il posto di lavoro quando l'illuminazione passa da manuale ad automatica. La situazione si fa disperata per i due, Nazro amico di Gennaio, rintraccia i parenti di Star a Boston. Li contatta e arrivano a Cape Tempest per rivendicarla. Per la sorpresa e la gioia di Star, i suoi ricchi zii le comprano uno yacht e assumono Gennaio come timoniere, Nazro e Roberts come equipaggio, e la signora Croft come cuoca.

## Produzione
Il film fu prodotto dalla Twentieth Century Fox Film Corporation. Venne girato dal novembre al 24 dicembre 1935 in California, a Monterey, Pacific Grove, Pebble Beach e Point Lobos, Point Lobos State Reserve.

### Musiche
- Aria dalla Lucia di Lammermoor di Gaetano Donizetti (libretto di Salvatore Cammarano, cantata da Shirley Temple, Guy Kibbee e Slim Summerville
- Early Bird e At the Codfish Ball, parole e musica di Lew Pollack e Sidney D. Mitchell
- The Right Somebody to Love, parole e musica di Jack Yellen e Lew Pollack
- Asleep in the Deep, parole di Arthur J. Lamb, musica di H. W. Petrie

## Distribuzione
Distribuito dalla Twentieth Century Fox Film Corporation, il film uscì con il titolo originale Captain January nelle sale cinematografiche USA il 17 aprile (fu presentato a New York il 24 aprile 1936).